# Vladimír Ptáček (basketbalista)
Vladimír Ptáček (7. listopadu 1954 Praha – 13. srpna 2019) byl československý basketbalista, účastník olympijských her 1976 a bronzový medailista z mistrovství Evropy.
Jeho basketbalová ligová kariéra je spojena s klubem Slavia VŠ Praha, kde hrál dvanáct sezón až do roku 1986. Jednu sezónu 1982-1983 hrál za Duklu Olomouc. V československé basketbalové lize odehrál celkem 13 sezón (1973-1986), třikrát byl mistrem Československa, dvakrát vicemistrem a má dvě třetí místa. V historické střelecké tabulce basketbalové ligy Československa (od sezóny 1962/63 do 1992/93) je na 63. místě s počtem 3308 bodů.  
S týmem klubu se zúčastnil 8 ročníků evropských klubových pohárů v basketbale, z toho třikrát Poháru evropských mistrů s účastí třikrát ve čtvrtfinálové skupině (1973, 1975, 1982), třikrát FIBA Poháru vítězů národních pohárů s účastí ve čtvrtfinálové skupině v roce 1977 a dvou ročníků FIBA Poháru Korač s účastí v roce 1979 ve čtvrtfinálové skupině.
S reprezentačním družstvem Československa se zúčastnil Olympijských her 1976 v Montréalu (6. místo), když předtím s reprezentačním týmem si vybojovali účast na Olympijských hrách v kvalifikaci v Hamiltonu, Kanada. Startoval na dvou Mistrovství světa - 1978 v Manile, Filipíny (9. místo) a 1982 v Kolumbii (10. místo). Hrál na dvou Mistrovství Evropy mužů - 1977 v Lutychu, Belgie (3. místo) a 1983 v Nantes, Francie (10. místo). S basketbalovou reprezentací Československa získal na Mistrovství Evropy jednu bronzovou medaili. Za reprezentační družstvo Československa v letech 1976-1983 odehrál 157 zápasů, z toho na 6 světových a evropských basketbalových soutěžích celkem 21 zápasů, v nichž zaznamenal 103 bodů. V roce 1977 na světové Univerziádě v Sofii s týmem Československa skončil na třetím místě.

## Hráčská kariéra
Hráč klubů
- 1973-1982 Slavia VŠ Praha - 3x mistr Československa (1974, 1981, 1982), 2x vicemistr (1976, 1977), 2x 3. místo (1975, 1978), 2x 4. místo (1979, 1980)
- 1982-1983 Dukla Olomouc - 4. místo (1983)
- 1983-1986 Slavia VŠ Praha - 6. místo (1984), 9. místo (1985), 10. místo (1986)
- V československé basketbalové lize celkem 13 sezón, 7 medailových umístění a 3308 bodů
  - 3x mistr Československa (1974, 1981, 1982), 2x vicemistr (1976, 1977), 2x 3. místo (1975, 1978)
- 1990-1992 DJK Rosenheim, Německo (1990-1991 také trenér)

Evropské poháry klubů - Slavia VŠ Praha
- Pohár evropských mistrů - 1973, 1975 a 1982 (čtvrtfinálová skupina)
- Pohár vítězů pohárů - 1977 (čtvrtfinálová skupina), 1976 a 1978 (osmifinále)
- FIBA Pohár Korač - 1979 (čtvrtfinálová skupina), 1981 (2. kolo)

Československo
- Za reprezentační družstvo Československa v letech 1976-1983 hrál celkem 157 zápasů, z toho na světových a evropských soutěžích 21 zápasů a 103 bodů
- Předolympijská kvalifikace - 1976 Hamilton, Kanada (8 bodů, 3 zápasy) 2. místo a postup na OH

- Olympijské hry - 1976 Montréal (6 bodů, 1 zápas) 6. místo

- Mistrovství světa - 1978 Manila, Filipíny (28 bodů /4 zápasy) 9. místo • 1982 Kolumbie (30 /6 zápasů) 10. místo
  - Celkem na 2 Mistrovství světa 58 bodů v 10 zápasech

- Mistrovství Evropy mužů - 1977 Lutych, Belgie (9 bodů /2 zápasy) 3. místo • 1983 Nantes, Francie (22 /5) 10. místo
  - Celkem na 2 Mistrovství Evropy 31 bodů v 7 zápasech